# Honoré Joseph Antoine Ganteaume
Honore Ganteaume, francoski admiral, * 13. april 1755, † 28. julij 1818.